# Membrană interosoasă
Membrana interosoasă este cea care unește radiusul și cubitusul, cele două oase ale antebrațului, astfel formând articulația radioulnară.